# Ange-Jacques Gabriel
Pour les articles homonymes, voir Gabriel.
Ange-Jacques Gabriel est un architecte français, Premier architecte du Roi, né le 23 octobre 1698 à Paris (rue Saint-Pierre, paroisse Saint-Eustache) et mort le 4 janvier 1782 dans la même ville.

## Biographie
Ange-Jacques Gabriel est le fils de l'architecte Jacques V Gabriel (1667-1742), Premier architecte du Roi, et le petit-fils de l'architecte Jacques Gabriel (1630-1686). Il réalise la résidence royale du château de Compiègne, le Petit Trianon à Versailles, et l'École militaire. Il aménage deux grandes places, celle de la Bourse à Bordeaux et la place Louis-XV à Paris.
Il épousa le 2 février 1728 à Paris, Catherine Angélique de la Motte, fille de Jean de la Motte, intendant des bâtiments du Roi et de Catherine Anne Magnier, sœur de Robert-Philippe de la Motte aussi intendant des bâtiments du Roi, dont il a eu deux fils, Ange-Antoine Gabriel (15 septembre 1735-7 août 1781), qui a été architecte à Marly, et Ange-Charles Gabriel (29 juin 1738-après 1793), qui se fait appeler Gabriel de Saint-Charles et une fille, Angélique Catherine Jeanne Gabriel (1732-1803).
Il meurt rue des Orties aux galeries du Louvre le 4 janvier 1782. Ses obsèques ont lieu à l'église Saint-Germain-l'Auxerrois.

### Gabriel à Versailles

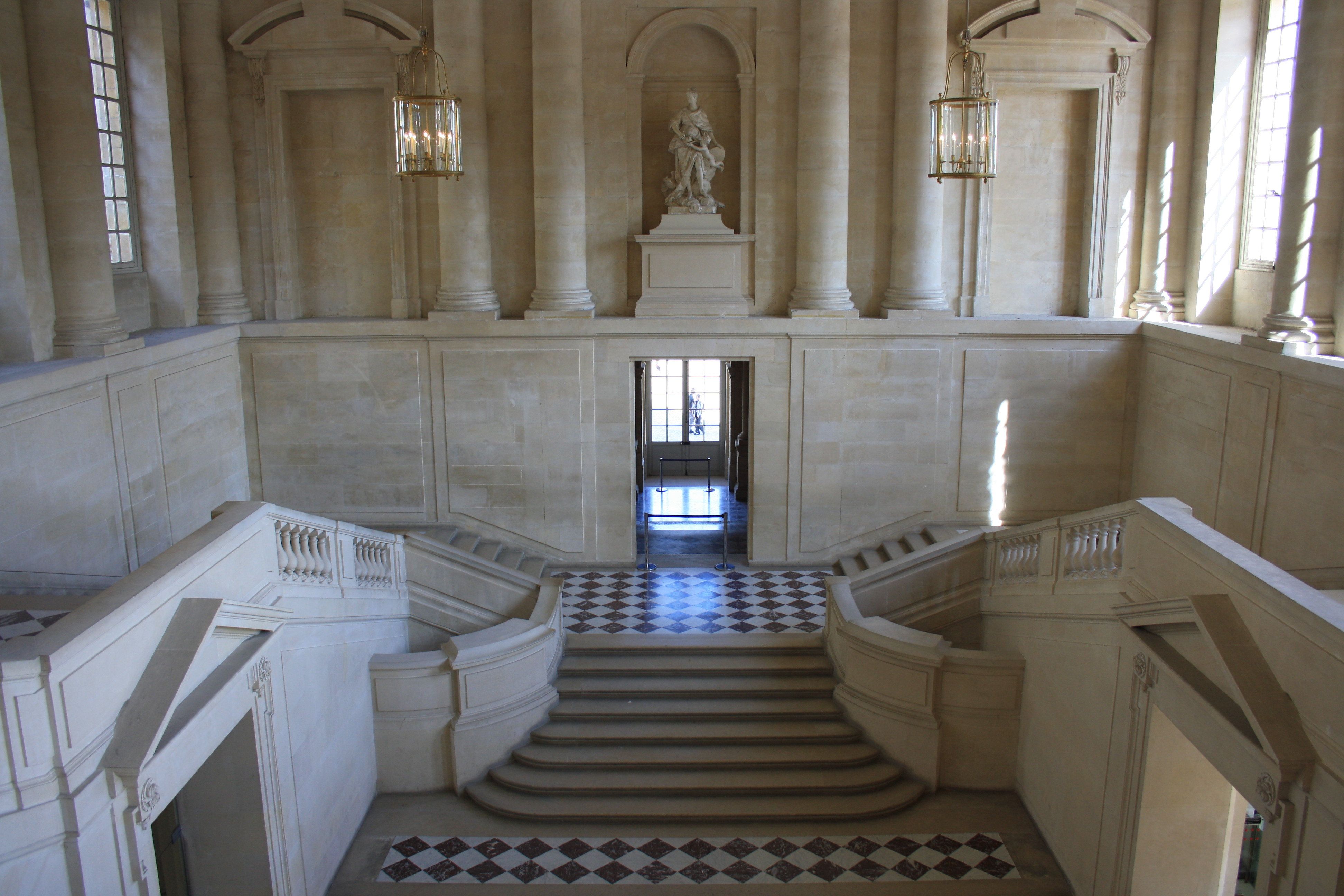
Vue partielle de l'escalier Gabriel du château de Versailles.

Dès 1730, Ange-Jacques Gabriel remplace Robert de Cotte, presque aveugle, comme architecte du château de Versailles pour le compte des Bâtiments du Roi. En 1742, à la mort de son père, Jacques Gabriel, il devient Premier Architecte du Roi et directeur de l'Académie royale d'architecture. Il jouit alors de la pleine confiance de Louis XV.
Avec l'ornemaniste Jacques Verberckt, il crée le décor versaillais des années 1730-1760, caractérisé par le recours à des lambris blancs rehaussés d'or et disposés en panneaux étroits occupant toute la hauteur de la plinthe (avec parfois une cimaise très basse) à la corniche, l'amenuisement voire la suppression de la corniche, la disposition de glaces en vis-à-vis, parfois jusqu'à quatre dans la même pièce.
Louis XV décide en 1751 de reconstruire en totalité le château de Compiègne. Louis Le Dreux de La Châtre est son élève, puis son collaborateur.
À partir des années 1760 et dans les années 1770, Gabriel invente un décor plus sobre, inspiré de l'antique. L'opéra royal de Versailles (1765-1770), œuvre majeure de l'architecte, associé à Charles De Wailly pour la décoration intérieure, la salle de bains de Louis XV, ou encore la bibliothèque de Louis XVI (1774) sont entièrement du nouveau style dit néoclassique par le retour à l'antique, le goût de la ligne droite, des colonnades et des médaillons antiquisants.
Dans ce nouveau style, le chef-d'œuvre de Gabriel est incontestablement le Petit Trianon (1760-1764), destiné à Madame de Pompadour mais achevé après la mort de la marquise et dont les premiers occupants seront Louis XV et Madame du Barry, puis Marie-Antoinette. Petit château de campagne, le Petit Trianon présente l'originalité d'être construit à l'angle d'une terrasse, de sorte que deux des façades présentent un niveau de soubassement qui ne se retrouve pas sur les deux autres ; sur ces deux façades, l'ordre colossal se retrouve donc reposant directement sur le sol.
Vers 1771, Gabriel arrache à Louis XV l'approbation d'un projet de réfection complète des extérieurs du château autour de la cour de Marbre : le Grand Dessein. Il s'agit de rhabiller entièrement en pierre les façades brique et pierre, en supprimant les maniérismes baroques du Grand Siècle, qui apparaissent comme des fautes de goût aux yeux des architectes du XVIIIe siècle, et en remplaçant les combles apparents par des toits en terrasse. Le projet est engagé et poursuivi malgré la mort de Louis XV en 1774 et le retrait de Gabriel en 1775, avant que le manque d'argent ne conduise à interrompre les travaux, créant une regrettable dissymétrie que les travaux d'Alexandre Dufour au XIXe siècle répareront en partie.
Louis Le Dreux de La Châtre lui succède en 1776 à Compiègne et achève la construction du château de Compiègne, bâti de 1751 à 1788. Ange-Jacques Gabriel et Louis Le Dreux de La Châtre réalisent là l'un des monuments emblématiques de l'architecture néo-classique française de la fin du XVIIIe siècle.

### Gabriel à Paris
Parmi les réalisations majeures de Gabriel, on compte également la place Louis-XV (aujourd'hui place de la Concorde) et l’École militaire à Paris.

### La descendance de Gabriel
Aujourd’hui, la famille de Gabriel s'est perpétuée dans la famille De Gayardon de Fenoyl.

## Principales constructions

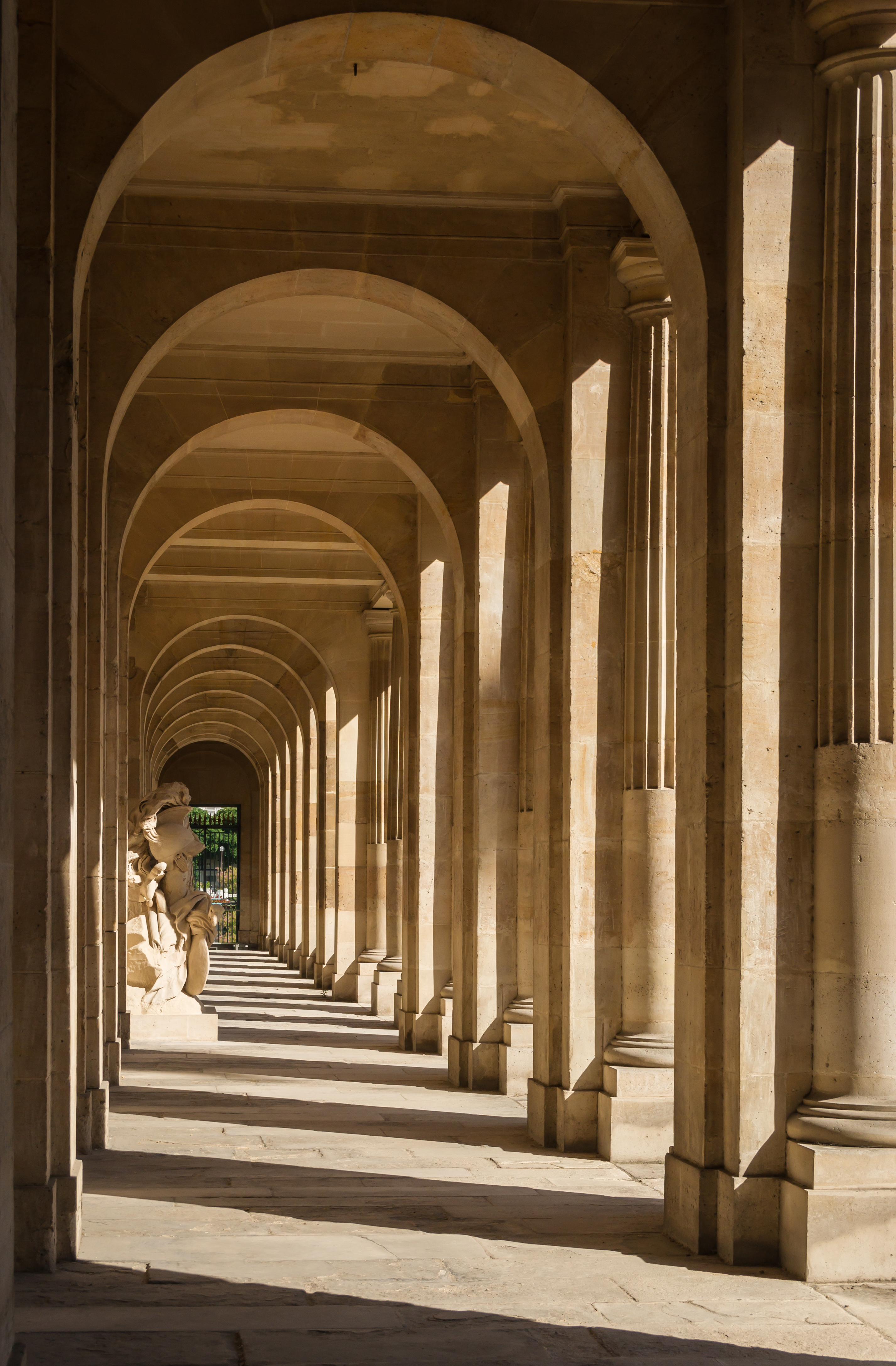
Galerie sous le portique nord dans la Cour d'Honneur de l'École Militaire à Paris.

- Le pavillon de La Muette (Saint-Germain-en-Laye)
- Le Château de Gudanes à Château-Verdun dans l'Ariège, 1741-1750
- L’agrandissement et les transformations du château de Choisy, 1740-1777
- Le château de Compiègne, 1750
- Le pavillon du Butard, 1750 sur la commune de La Celle-Saint-Cloud
- Le pavillon des archives de la Maison royale de Saint-Louis, actuellement lycée militaire de Saint-Cyr
- Le château du Haut-Fontenay sur la commune de Fontenay-le-Fleury
- Agrandissement du château de Menars (Loir-et-Cher), 1760-1764, pour Mme de Pompadour
- Le Petit Trianon à Versailles, 1762-1768
- L’École militaire du Champ-de-Mars à Paris, 1751-1780
- L’Opéra royal du château de Versailles, 1769
- Une partie du Louvre
- Église Saint-Louis-et-Saint-Nicolas de Choisy-le-Roi, 1748-1760, devenue en cathédrale en 1966.
- La place de la Concorde, 1772 avec ces deux bâtiments symétriques sur le côté Nord :
  - celui abritant l’hôtel de Crillon et l’hôtel de Coislin, 1770
  - celui abritant l’hôtel de la Marine, 1772
- La place de la Bourse (initialement place Royale) à Bordeaux, 1735-1755 : commencée par son père Jacques V Gabriel.

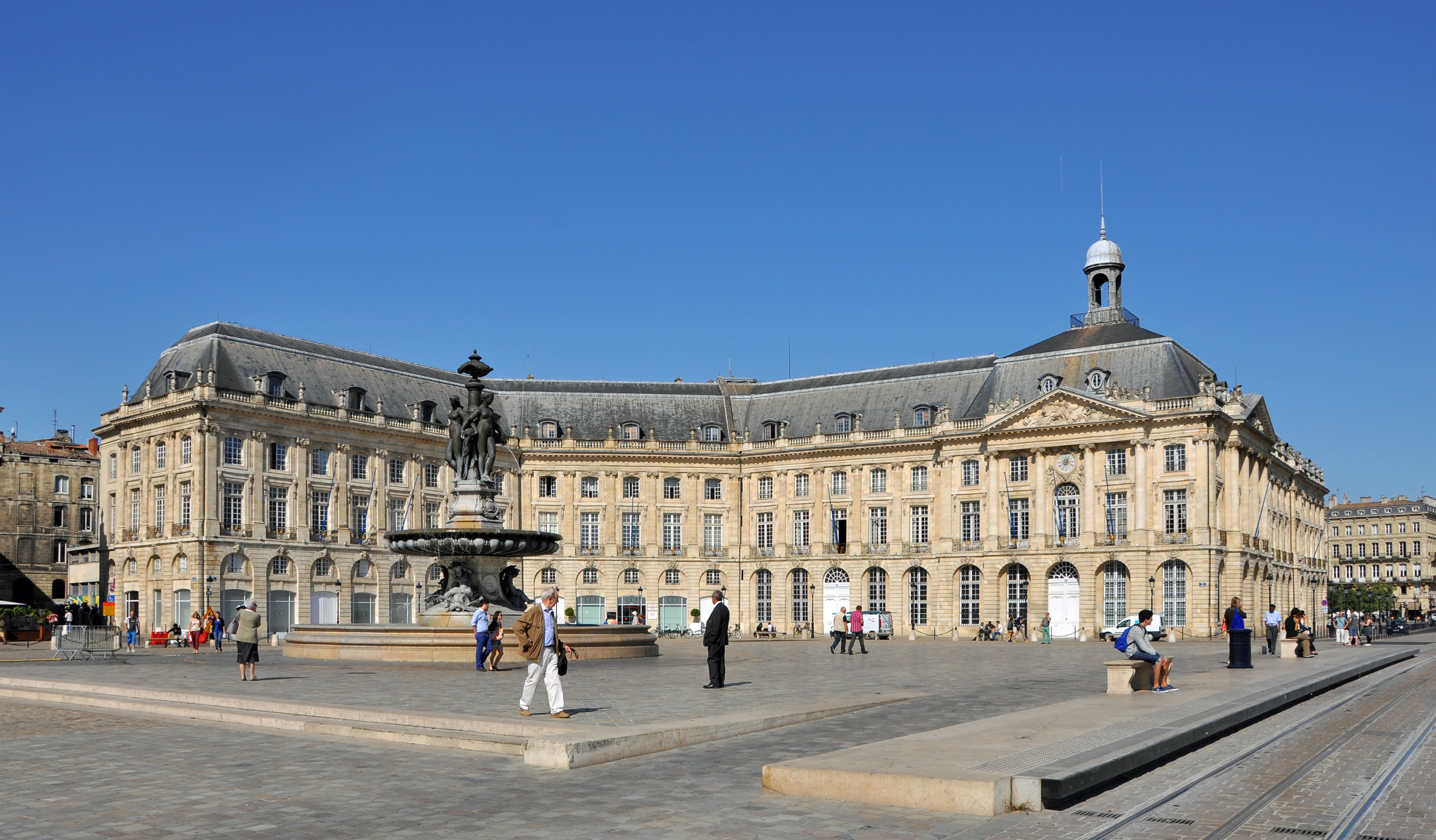
Le palais de la Bourse (1742-1749), situé place de la Bourse à Bordeaux.
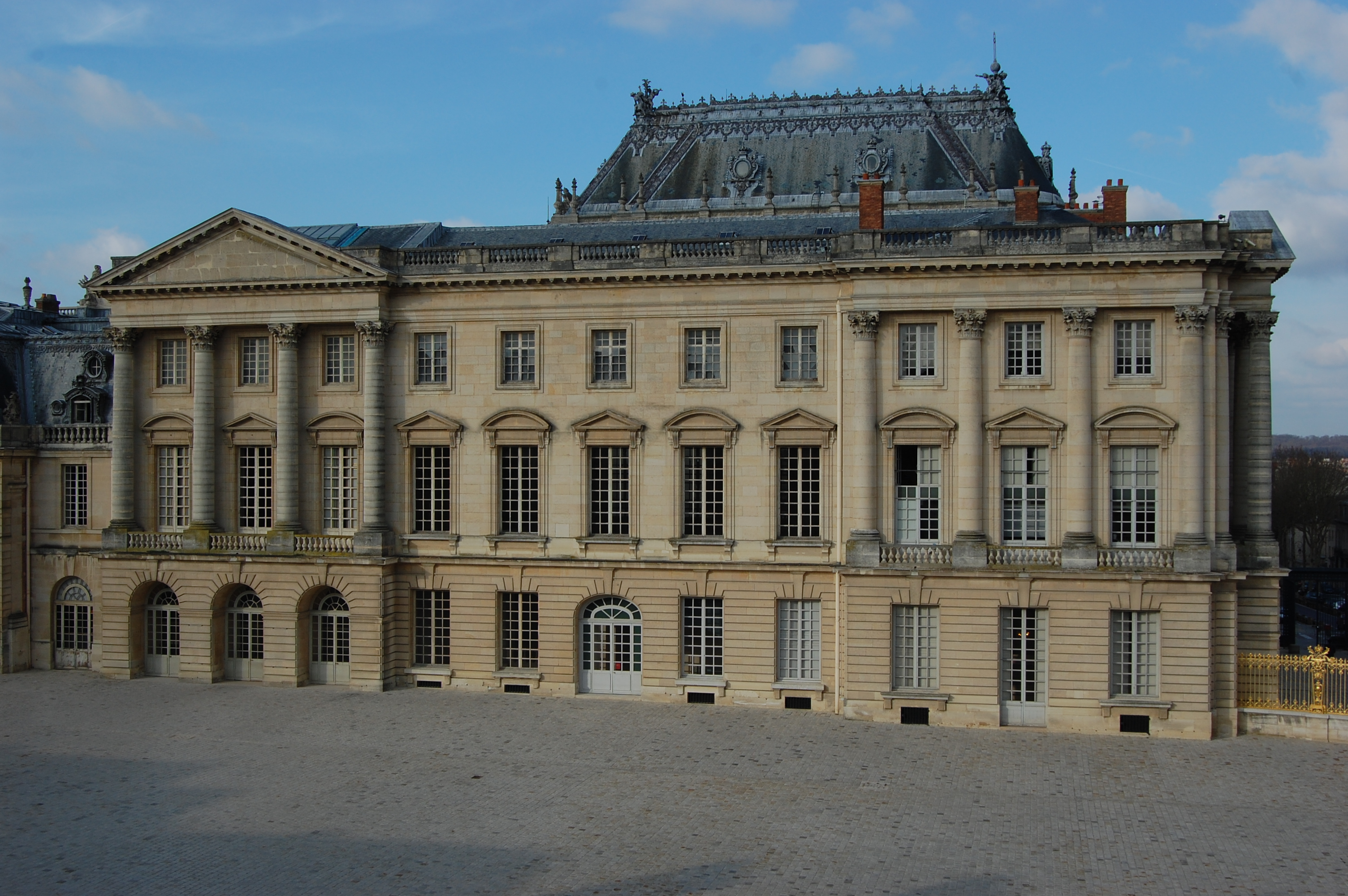
Aile Gabriel, château de Versailles.
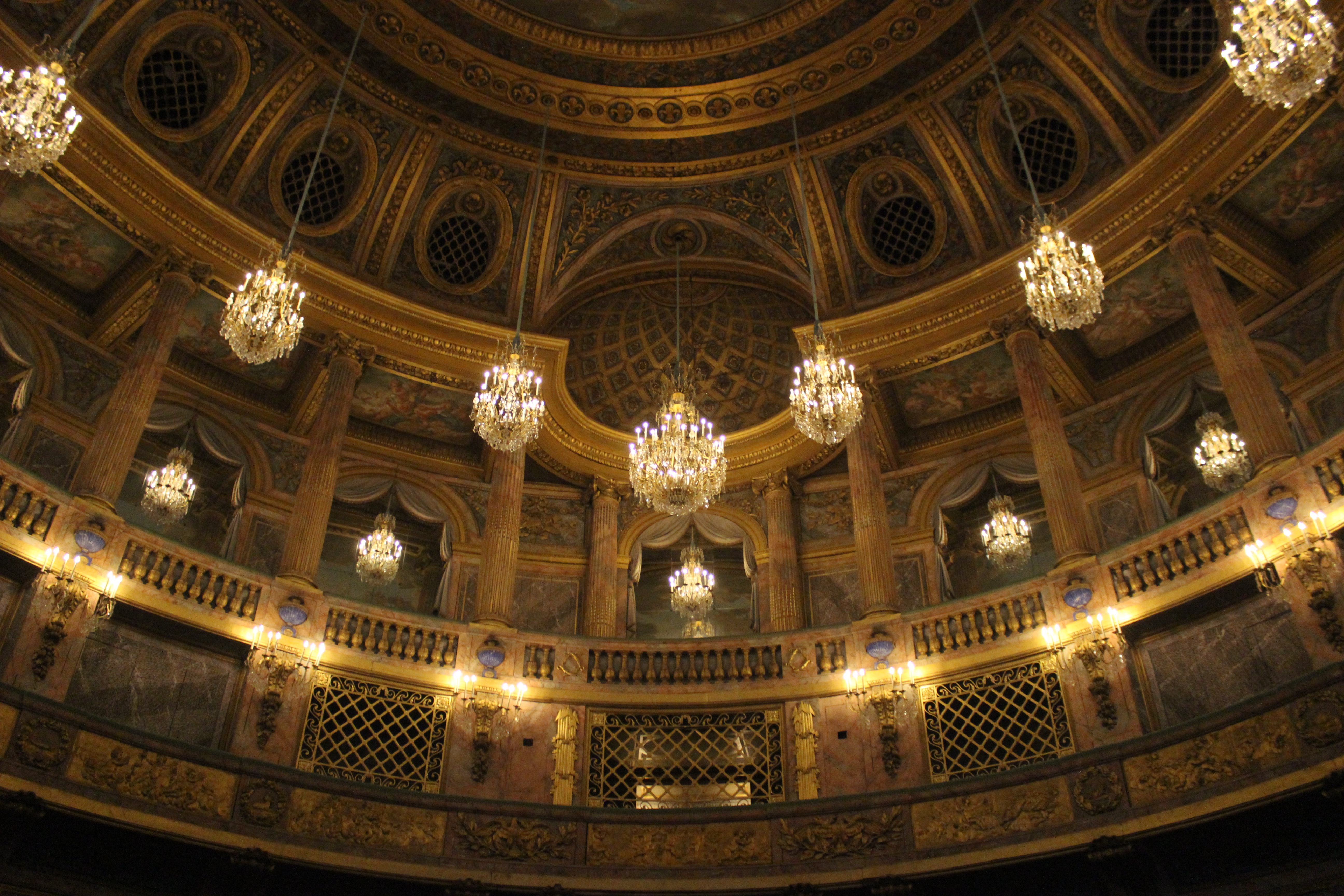
L'opéra royal du château de Versailles.
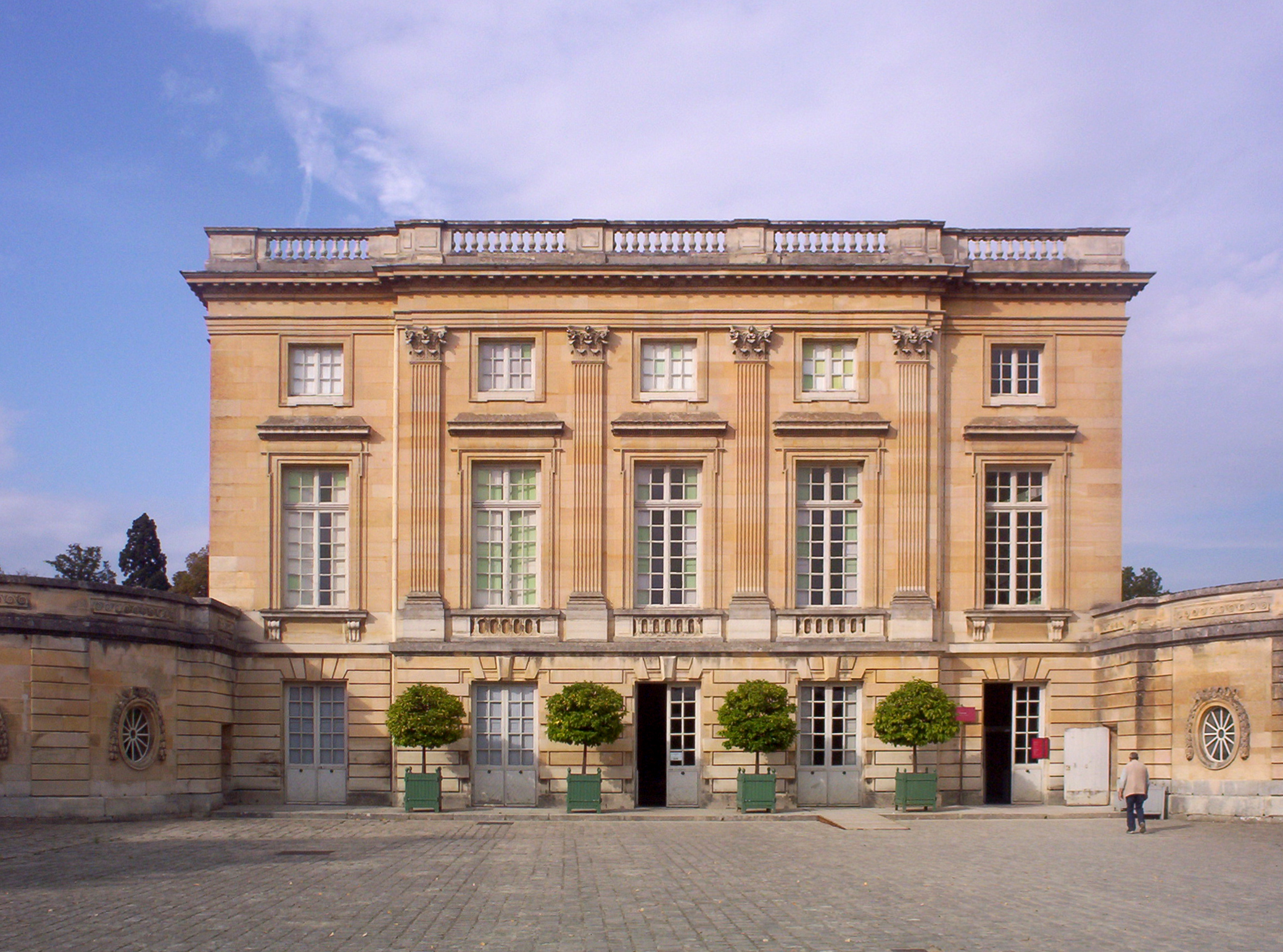
Château du Petit Trianon (1762-1768).
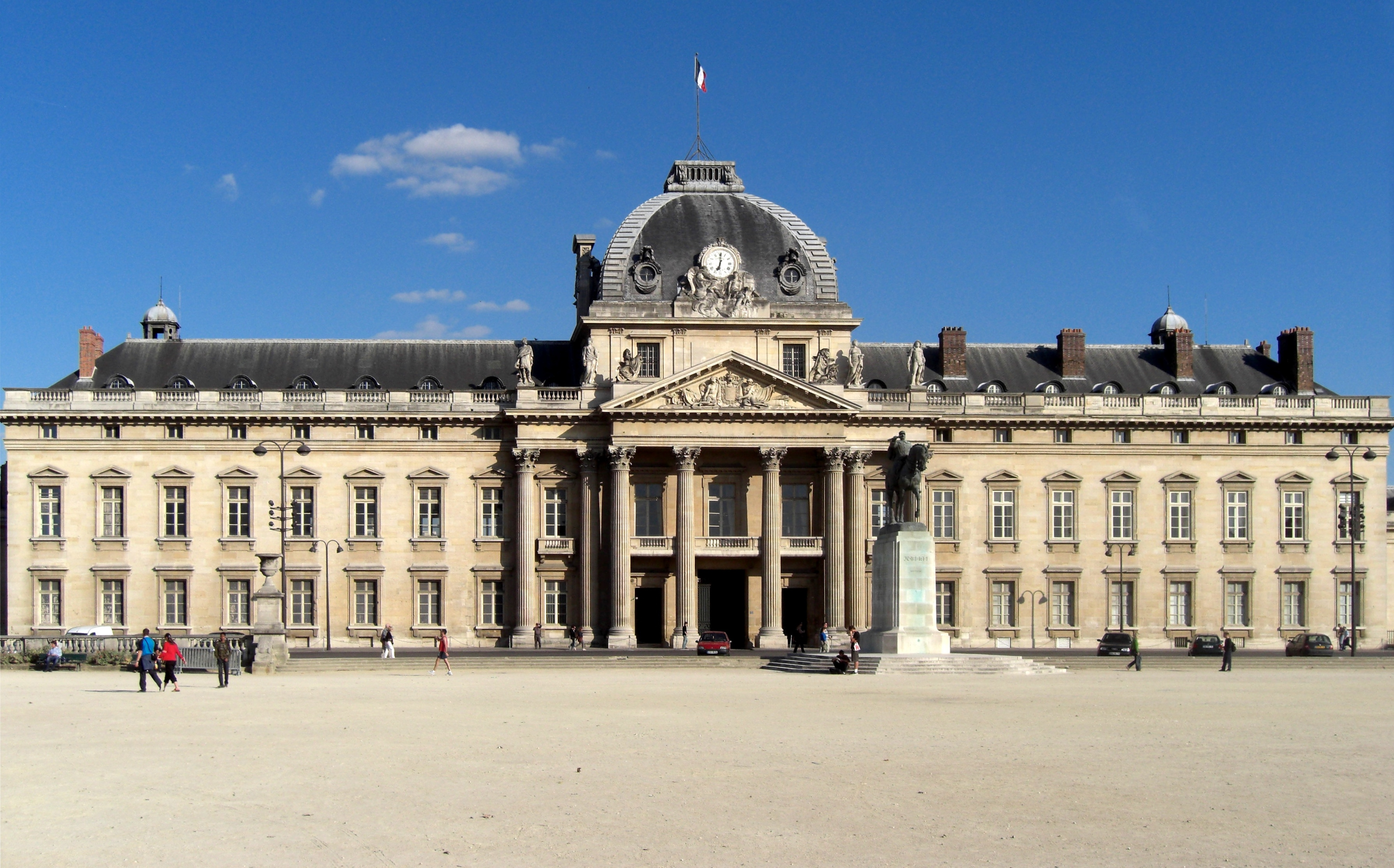
L'École militaire (1751-1780) à Paris.
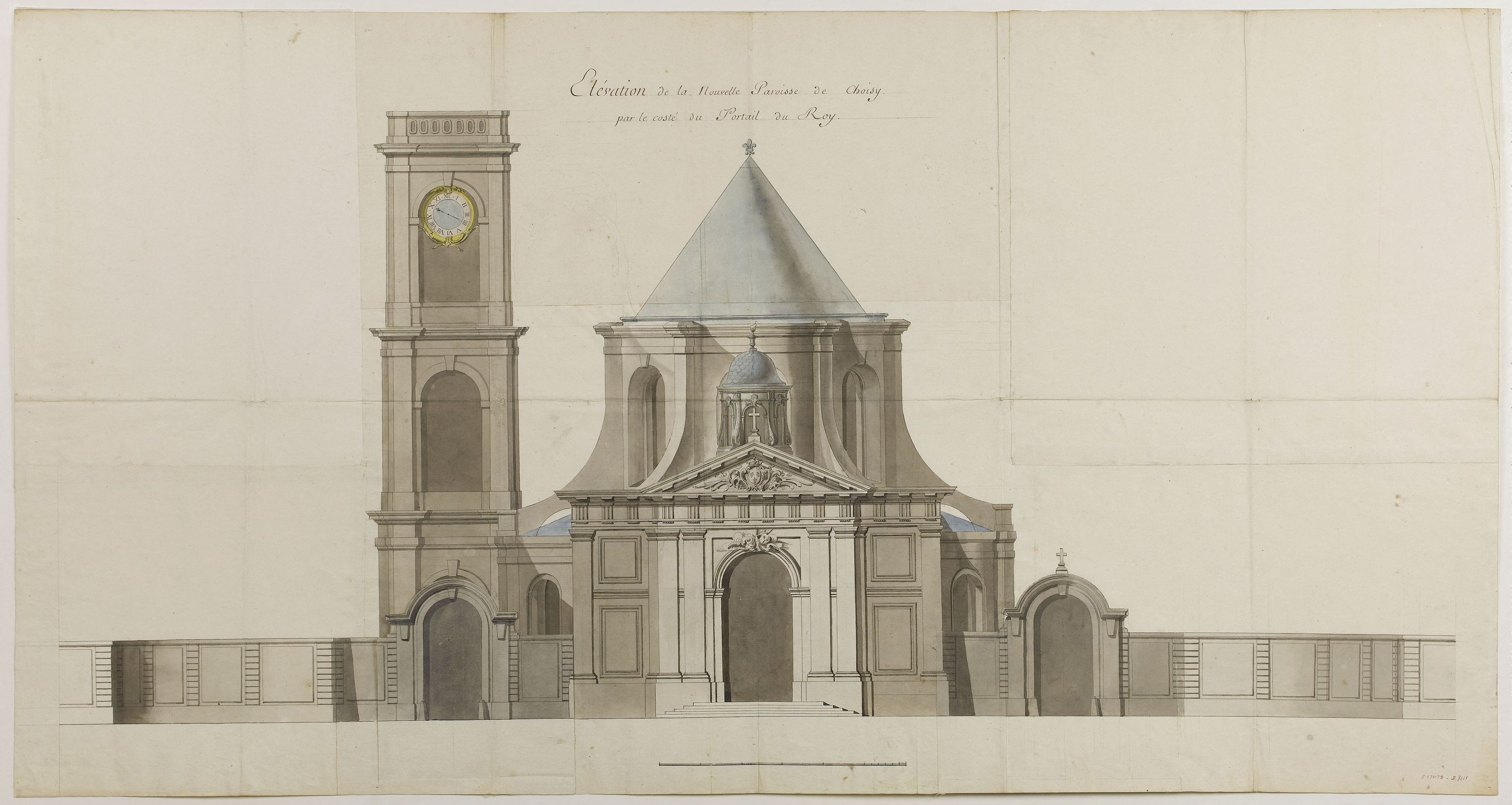
Projet de l'église de Choisy-le-Roi.
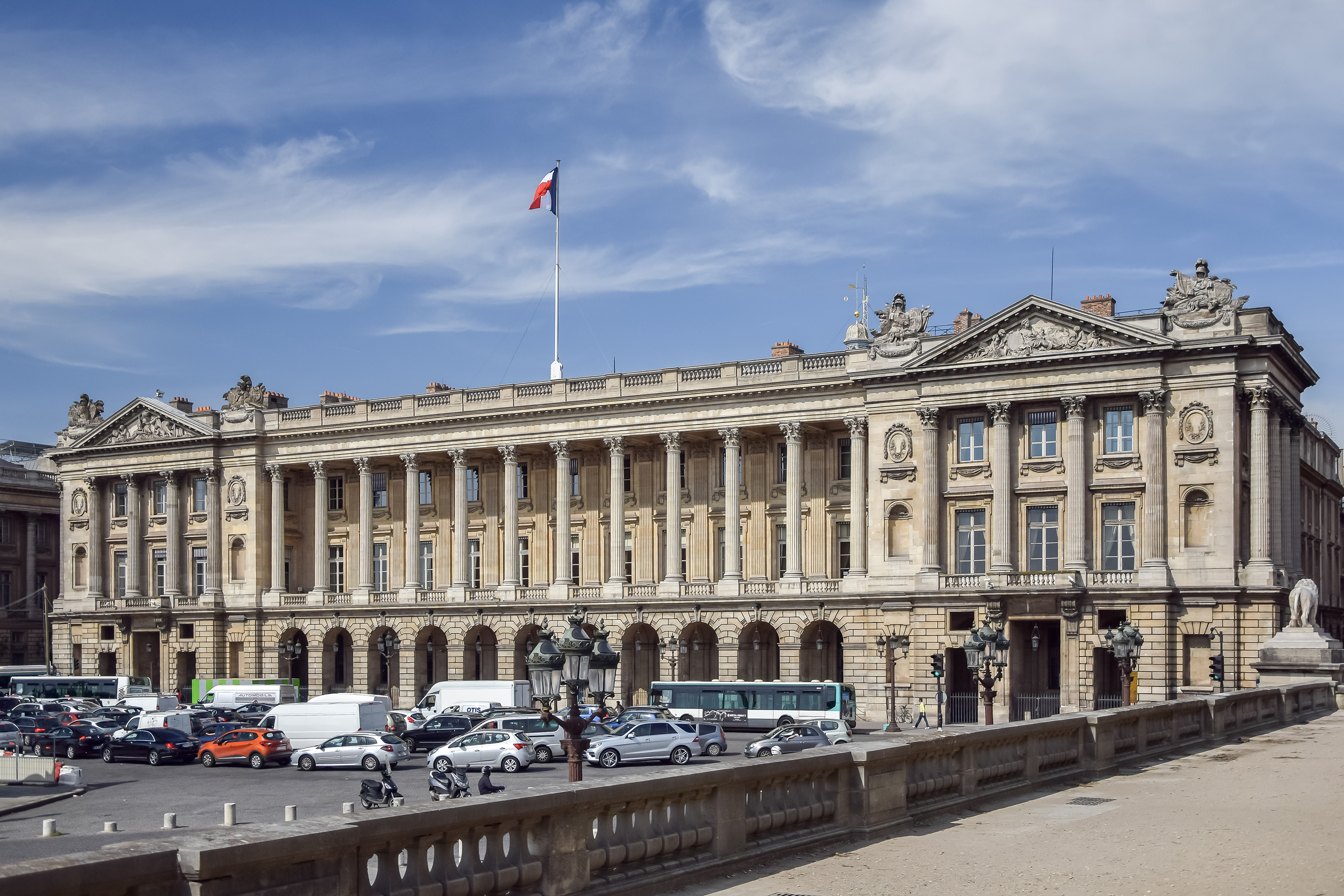
Hôtel de la Marine (1770-1775) sur la place de la Concorde à Paris.

## Hommages
- Il existe une rue Gabriel à Versailles, située à proximité du château de Versailles.
- Il existe une avenue Gabriel à Paris, située à proximité de la place de la Concorde.

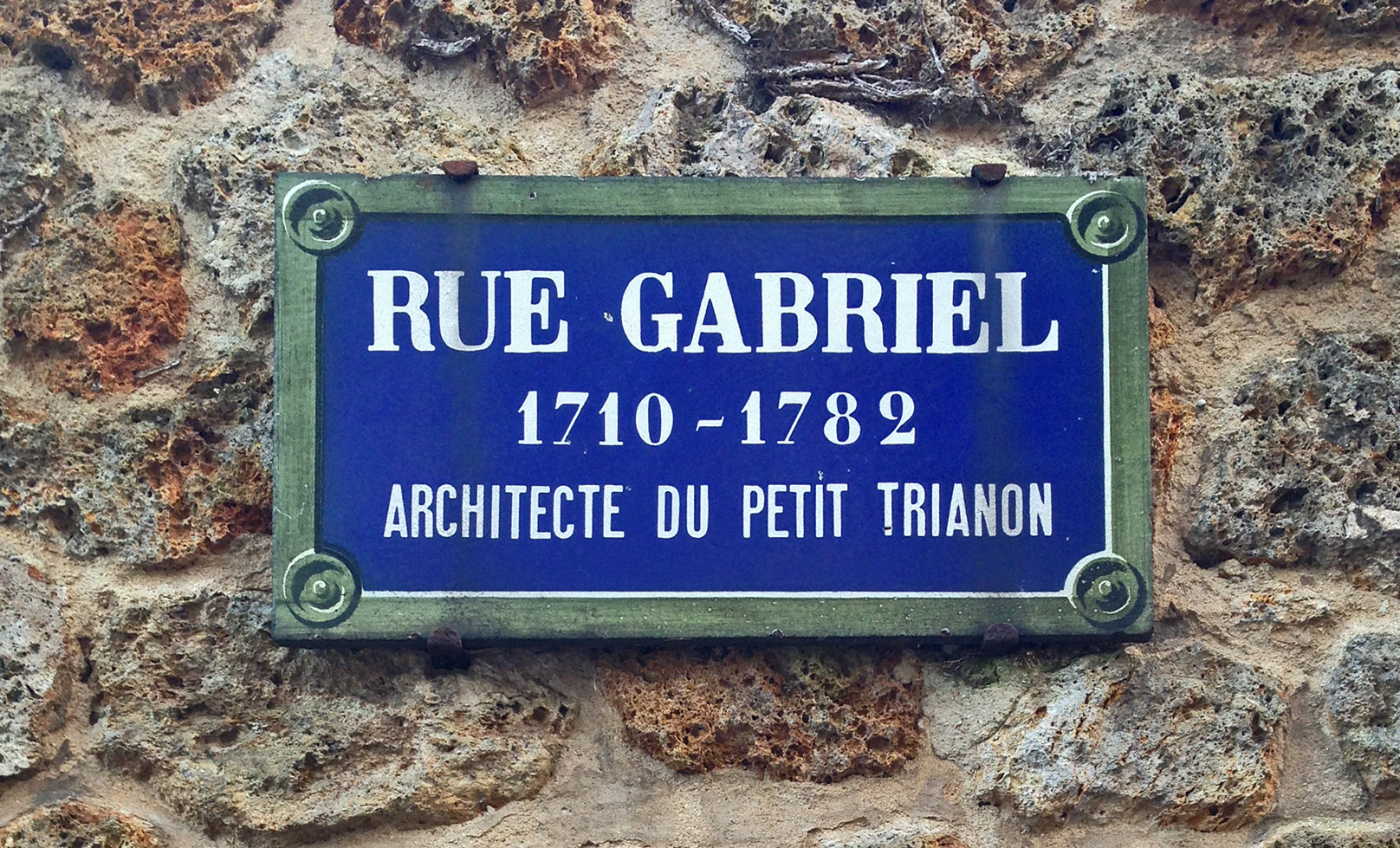
Plaque de rue Gabriel située à Versailles (avec une date de naissance bizarrement erronée).
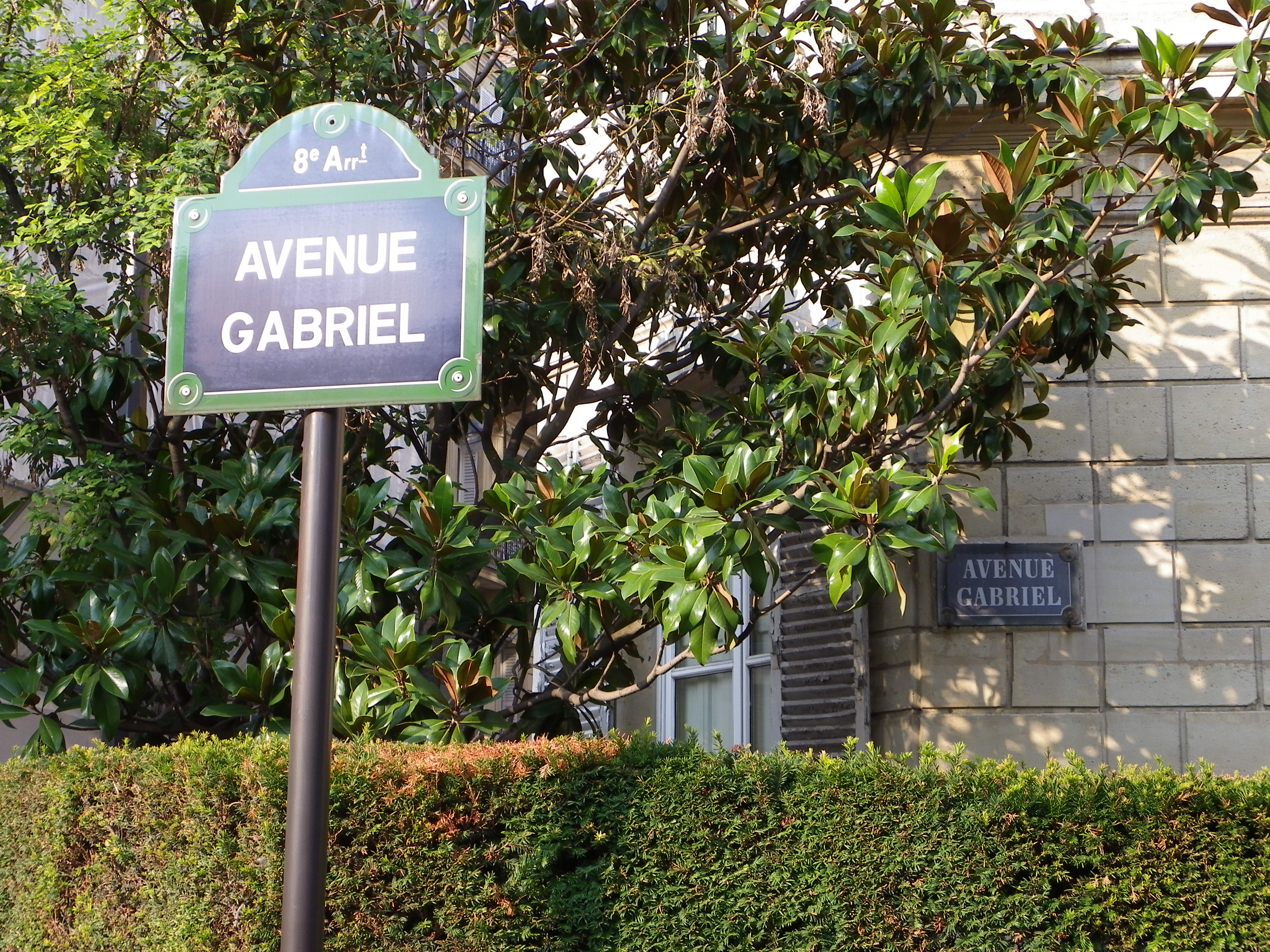
Plaques de l’avenue Gabriel à Paris.

## Généalogie simplifiée
|                             |                             |                             |                             |                             |                             |  |  |                                                |                                                |                                                |                                                |                                                |                                                |                                    |                                    |                                    |                                    |                                                                       |                                                                       |                                                                       |                                                                       |                                                                       |                                                                       | Jehan Mansart (maître maçon)               | Jehan Mansart (maître maçon)               | Jehan Mansart (maître maçon)               | Jehan Mansart (maître maçon)               | Jehan Mansart (maître maçon)                      | Jehan Mansart (maître maçon)                      |                                                   |                                                   |                                                   |                                                   |                                                  |                                                  | Jacques Le Roy (maître maçon)                    | Jacques Le Roy (maître maçon)                    | Jacques Le Roy (maître maçon) | Jacques Le Roy (maître maçon) | Jacques Le Roy (maître maçon)                | Jacques Le Roy (maître maçon)                |                                              |                                              |                                              |                                              |                                            |                                            |                                            |                                            |                                            |                                            |                                     |                                     |                        |                        |                        |                        |               |               |                                   |                                   |                                   |                                   |                                               |                                               |                                               |                                               |                                               |                                               |                                           |                                           |                                                |                                                |                                                |                                                |                                                |                                                |                                  |                                  |                                               |                                               |                                               |                                               |                                               |                                               |  |  |  |  |
|                             |                             |                             |                             |                             |                             |  |  |                                                |                                                |                                                |                                                |                                                |                                                |                                    |                                    |                                    |                                    |                                                                       |                                                                       |                                                                       |                                                                       |                                                                       |                                                                       | Jehan Mansart (maître maçon)               | Jehan Mansart (maître maçon)               | Jehan Mansart (maître maçon)               | Jehan Mansart (maître maçon)               | Jehan Mansart (maître maçon)                      | Jehan Mansart (maître maçon)                      |                                                   |                                                   |                                                   |                                                   |                                                  |                                                  | Jacques Le Roy (maître maçon)                    | Jacques Le Roy (maître maçon)                    | Jacques Le Roy (maître maçon) | Jacques Le Roy (maître maçon) | Jacques Le Roy (maître maçon)                | Jacques Le Roy (maître maçon)                |                                              |                                              |                                              |                                              |                                            |                                            |                                            |                                            |                                            |                                            |                                     |                                     |                        |                        |                        |                        |               |               |                                   |                                   |                                   |                                   |                                               |                                               |                                               |                                               |                                               |                                               |                                           |                                           |                                                |                                                |                                                |                                                |                                                |                                                |                                  |                                  |                                               |                                               |                                               |                                               |                                               |                                               |  |  |  |  |
|                             |                             |                             |                             |                             |                             |  |  |                                                |                                                |                                                |                                                |                                                |                                                |                                    |                                    |                                    |                                    |                                                                       |                                                                       |                                                                       |                                                                       |                                                                       |                                                                       | Absalon Mansart (charpentier)              | Absalon Mansart (charpentier)              | Absalon Mansart (charpentier)              | Absalon Mansart (charpentier)              | Absalon Mansart (charpentier)                     | Absalon Mansart (charpentier)                     |                                                   |                                                   |                                                   |                                                   |                                                  |                                                  | Michelle Le Roy                                  | Michelle Le Roy                                  | Michelle Le Roy               | Michelle Le Roy               | Michelle Le Roy                              | Michelle Le Roy                              |                                              |                                              |                                              |                                              |                                            |                                            |                                            |                                            |                                            |                                            |                                     |                                     |                        |                        |                        |                        |               |               |                                   |                                   |                                   |                                   |                                               |                                               |                                               |                                               | François Gabriel (maître maçon)               | François Gabriel (maître maçon)               | François Gabriel (maître maçon)           | François Gabriel (maître maçon)           | François Gabriel (maître maçon)                | François Gabriel (maître maçon)                |                                                |                                                |                                                |                                                |                                  |                                  |                                               |                                               |                                               |                                               |                                               |                                               |  |  |  |  |
|                             |                             |                             |                             |                             |                             |  |  |                                                |                                                |                                                |                                                |                                                |                                                |                                    |                                    |                                    |                                    |                                                                       |                                                                       |                                                                       |                                                                       |                                                                       |                                                                       | Absalon Mansart (charpentier)              | Absalon Mansart (charpentier)              | Absalon Mansart (charpentier)              | Absalon Mansart (charpentier)              | Absalon Mansart (charpentier)                     | Absalon Mansart (charpentier)                     |                                                   |                                                   |                                                   |                                                   |                                                  |                                                  | Michelle Le Roy                                  | Michelle Le Roy                                  | Michelle Le Roy               | Michelle Le Roy               | Michelle Le Roy                              | Michelle Le Roy                              |                                              |                                              |                                              |                                              |                                            |                                            |                                            |                                            |                                            |                                            |                                     |                                     |                        |                        |                        |                        |               |               |                                   |                                   |                                   |                                   |                                               |                                               |                                               |                                               | François Gabriel (maître maçon)               | François Gabriel (maître maçon)               | François Gabriel (maître maçon)           | François Gabriel (maître maçon)           | François Gabriel (maître maçon)                | François Gabriel (maître maçon)                |                                                |                                                |                                                |                                                |                                  |                                  |                                               |                                               |                                               |                                               |                                               |                                               |  |  |  |  |
|                             |                             |                             |                             |                             |                             |  |  |                                                |                                                |                                                |                                                |                                                |                                                |                                    |                                    |                                    |                                    |                                                                       |                                                                       |                                                                       |                                                                       |                                                                       |                                                                       |                                            |                                            |                                            |                                            |                                                   |                                                   |                                                   |                                                   |                                                   |                                                   |                                                  |                                                  |                                                  |                                                  |                               |                               |                                              |                                              |                                              |                                              |                                              |                                              |                                            |                                            |                                            |                                            |                                            |                                            |                                     |                                     |                        |                        |                        |                        |               |               |                                   |                                   |                                   |                                   |                                               |                                               |                                               |                                               |                                               |                                               |                                           |                                           |                                                |                                                |                                                |                                                |                                                |                                                |                                  |                                  |                                               |                                               |                                               |                                               |                                               |                                               |  |  |  |  |
|                             |                             |                             |                             |                             |                             |  |  |                                                |                                                |                                                |                                                |                                                |                                                |                                    |                                    |                                    |                                    |                                                                       |                                                                       |                                                                       |                                                                       |                                                                       |                                                                       |                                            |                                            |                                            |                                            |                                                   |                                                   |                                                   |                                                   |                                                   |                                                   |                                                  |                                                  |                                                  |                                                  |                               |                               |                                              |                                              |                                              |                                              |                                              |                                              |                                            |                                            |                                            |                                            |                                            |                                            |                                     |                                     |                        |                        |                        |                        |               |               |                                   |                                   |                                   |                                   |                                               |                                               |                                               |                                               |                                               |                                               |                                           |                                           |                                                |                                                |                                                |                                                |                                                |                                                |                                  |                                  |                                               |                                               |                                               |                                               |                                               |                                               |  |  |  |  |
|                             |                             |                             |                             |                             |                             |  |  | Frémin de Cotte (ingénieur, architecte du roi) | Frémin de Cotte (ingénieur, architecte du roi) | Frémin de Cotte (ingénieur, architecte du roi) | Frémin de Cotte (ingénieur, architecte du roi) | Frémin de Cotte (ingénieur, architecte du roi) | Frémin de Cotte (ingénieur, architecte du roi) |                                    |                                    |                                    |                                    |                                                                       |                                                                       |                                                                       |                                                                       |                                                                       |                                                                       |                                            |                                            | François Mansart (architecte)              | François Mansart (architecte)              | François Mansart (architecte)                     | François Mansart (architecte)                     | François Mansart (architecte)                     | François Mansart (architecte)                     |                                                   |                                                   | Marie Mansart                                    | Marie Mansart                                    | Marie Mansart                                    | Marie Mansart                                    | Marie Mansart                 | Marie Mansart                 |                                              |                                              |                                              |                                              |                                              |                                              | Germain Gaultier (sculpteur et architecte) | Germain Gaultier (sculpteur et architecte) | Germain Gaultier (sculpteur et architecte) | Germain Gaultier (sculpteur et architecte) | Germain Gaultier (sculpteur et architecte) | Germain Gaultier (sculpteur et architecte) |                                     |                                     |                        |                        |                        |                        |               |               |                                   |                                   |                                   |                                   |                                               |                                               |                                               |                                               | Jacques I Gabriel ( -1628) (maître maçon)     | Jacques I Gabriel ( -1628) (maître maçon)     | Jacques I Gabriel ( -1628) (maître maçon) | Jacques I Gabriel ( -1628) (maître maçon) | Jacques I Gabriel ( -1628) (maître maçon)      | Jacques I Gabriel ( -1628) (maître maçon)      |                                                |                                                |                                                |                                                |                                  |                                  |                                               |                                               |                                               |                                               |                                               |                                               |  |  |  |  |
|                             |                             |                             |                             |                             |                             |  |  | Frémin de Cotte (ingénieur, architecte du roi) | Frémin de Cotte (ingénieur, architecte du roi) | Frémin de Cotte (ingénieur, architecte du roi) | Frémin de Cotte (ingénieur, architecte du roi) | Frémin de Cotte (ingénieur, architecte du roi) | Frémin de Cotte (ingénieur, architecte du roi) |                                    |                                    |                                    |                                    |                                                                       |                                                                       |                                                                       |                                                                       |                                                                       |                                                                       |                                            |                                            | François Mansart (architecte)              | François Mansart (architecte)              | François Mansart (architecte)                     | François Mansart (architecte)                     | François Mansart (architecte)                     | François Mansart (architecte)                     |                                                   |                                                   | Marie Mansart                                    | Marie Mansart                                    | Marie Mansart                                    | Marie Mansart                                    | Marie Mansart                 | Marie Mansart                 |                                              |                                              |                                              |                                              |                                              |                                              | Germain Gaultier (sculpteur et architecte) | Germain Gaultier (sculpteur et architecte) | Germain Gaultier (sculpteur et architecte) | Germain Gaultier (sculpteur et architecte) | Germain Gaultier (sculpteur et architecte) | Germain Gaultier (sculpteur et architecte) |                                     |                                     |                        |                        |                        |                        |               |               |                                   |                                   |                                   |                                   |                                               |                                               |                                               |                                               | Jacques I Gabriel ( -1628) (maître maçon)     | Jacques I Gabriel ( -1628) (maître maçon)     | Jacques I Gabriel ( -1628) (maître maçon) | Jacques I Gabriel ( -1628) (maître maçon) | Jacques I Gabriel ( -1628) (maître maçon)      | Jacques I Gabriel ( -1628) (maître maçon)      |                                                |                                                |                                                |                                                |                                  |                                  |                                               |                                               |                                               |                                               |                                               |                                               |  |  |  |  |
|                             |                             |                             |                             |                             |                             |  |  |                                                |                                                |                                                |                                                |                                                |                                                |                                    |                                    |                                    |                                    |                                                                       |                                                                       |                                                                       |                                                                       |                                                                       |                                                                       |                                            |                                            |                                            |                                            |                                                   |                                                   |                                                   |                                                   |                                                   |                                                   |                                                  |                                                  |                                                  |                                                  |                               |                               |                                              |                                              |                                              |                                              |                                              |                                              |                                            |                                            |                                            |                                            |                                            |                                            |                                     |                                     |                        |                        |                        |                        |               |               |                                   |                                   |                                   |                                   |                                               |                                               |                                               |                                               |                                               |                                               |                                           |                                           |                                                |                                                |                                                |                                                |                                                |                                                |                                  |                                  |                                               |                                               |                                               |                                               |                                               |                                               |  |  |  |  |
|                             |                             |                             |                             |                             |                             |  |  |                                                |                                                |                                                |                                                |                                                |                                                |                                    |                                    |                                    |                                    |                                                                       |                                                                       |                                                                       |                                                                       |                                                                       |                                                                       |                                            |                                            |                                            |                                            |                                                   |                                                   |                                                   |                                                   |                                                   |                                                   |                                                  |                                                  |                                                  |                                                  |                               |                               |                                              |                                              |                                              |                                              |                                              |                                              |                                            |                                            |                                            |                                            |                                            |                                            |                                     |                                     |                        |                        |                        |                        |               |               |                                   |                                   |                                   |                                   |                                               |                                               |                                               |                                               |                                               |                                               |                                           |                                           |                                                |                                                |                                                |                                                |                                                |                                                |                                  |                                  |                                               |                                               |                                               |                                               |                                               |                                               |  |  |  |  |
|                             |                             |                             |                             |                             |                             |  |  |                                                |                                                |                                                |                                                |                                                |                                                |                                    |                                    |                                    |                                    |                                                                       |                                                                       |                                                                       |                                                                       |                                                                       |                                                                       |                                            |                                            |                                            |                                            |                                                   |                                                   |                                                   |                                                   |                                                   |                                                   |                                                  |                                                  |                                                  |                                                  |                               |                               |                                              |                                              |                                              |                                              |                                              |                                              |                                            |                                            |                                            |                                            |                                            |                                            |                                     |                                     |                        |                        |                        |                        |               |               |                                   |                                   |                                   |                                   |                                               |                                               |                                               |                                               |                                               |                                               |                                           |                                           |                                                |                                                |                                                |                                                |                                                |                                                |                                  |                                  |                                               |                                               |                                               |                                               |                                               |                                               |  |  |  |  |
| Anne Du Fay                 | Anne Du Fay                 | Anne Du Fay                 | Anne Du Fay                 | Anne Du Fay                 | Anne Du Fay                 |  |  | Charles de Cotte                               | Charles de Cotte                               | Charles de Cotte                               | Charles de Cotte                               | Charles de Cotte                               | Charles de Cotte                               |                                    |                                    |                                    |                                    | Nicolas Bodin (Conseiller du roi, Trésorier de la Prévôté de l'Hôtel) | Nicolas Bodin (Conseiller du roi, Trésorier de la Prévôté de l'Hôtel) | Nicolas Bodin (Conseiller du roi, Trésorier de la Prévôté de l'Hôtel) | Nicolas Bodin (Conseiller du roi, Trésorier de la Prévôté de l'Hôtel) | Nicolas Bodin (Conseiller du roi, Trésorier de la Prévôté de l'Hôtel) | Nicolas Bodin (Conseiller du roi, Trésorier de la Prévôté de l'Hôtel) |                                            |                                            |                                            |                                            | Raphaël Hardouin (peintre)                        | Raphaël Hardouin (peintre)                        | Raphaël Hardouin (peintre)                        | Raphaël Hardouin (peintre)                        | Raphaël Hardouin (peintre)                        | Raphaël Hardouin (peintre)                        |                                                  |                                                  | Marie Gaultier                                   | Marie Gaultier                                   | Marie Gaultier                | Marie Gaultier                | Marie Gaultier                               | Marie Gaultier                               |                                              |                                              | Michelle Gaultier                            | Michelle Gaultier                            | Michelle Gaultier                          | Michelle Gaultier                          | Michelle Gaultier                          | Michelle Gaultier                          |                                            |                                            | Edme Delisle (peintre)              | Edme Delisle (peintre)              | Edme Delisle (peintre) | Edme Delisle (peintre) | Edme Delisle (peintre) | Edme Delisle (peintre) |               |               |                                   |                                   |                                   |                                   | Jacques II Gabriel (1605-1662) (maître maçon) | Jacques II Gabriel (1605-1662) (maître maçon) | Jacques II Gabriel (1605-1662) (maître maçon) | Jacques II Gabriel (1605-1662) (maître maçon) | Jacques II Gabriel (1605-1662) (maître maçon) | Jacques II Gabriel (1605-1662) (maître maçon) |                                           |                                           |                                                |                                                | Maurice I Gabriel (maître maçon)               | Maurice I Gabriel (maître maçon)               | Maurice I Gabriel (maître maçon)               | Maurice I Gabriel (maître maçon)               | Maurice I Gabriel (maître maçon) | Maurice I Gabriel (maître maçon) |                                               |                                               |                                               |                                               |                                               |                                               |  |  |  |  |
| Anne Du Fay                 | Anne Du Fay                 | Anne Du Fay                 | Anne Du Fay                 | Anne Du Fay                 | Anne Du Fay                 |  |  | Charles de Cotte                               | Charles de Cotte                               | Charles de Cotte                               | Charles de Cotte                               | Charles de Cotte                               | Charles de Cotte                               |                                    |                                    |                                    |                                    | Nicolas Bodin (Conseiller du roi, Trésorier de la Prévôté de l'Hôtel) | Nicolas Bodin (Conseiller du roi, Trésorier de la Prévôté de l'Hôtel) | Nicolas Bodin (Conseiller du roi, Trésorier de la Prévôté de l'Hôtel) | Nicolas Bodin (Conseiller du roi, Trésorier de la Prévôté de l'Hôtel) | Nicolas Bodin (Conseiller du roi, Trésorier de la Prévôté de l'Hôtel) | Nicolas Bodin (Conseiller du roi, Trésorier de la Prévôté de l'Hôtel) |                                            |                                            |                                            |                                            | Raphaël Hardouin (peintre)                        | Raphaël Hardouin (peintre)                        | Raphaël Hardouin (peintre)                        | Raphaël Hardouin (peintre)                        | Raphaël Hardouin (peintre)                        | Raphaël Hardouin (peintre)                        |                                                  |                                                  | Marie Gaultier                                   | Marie Gaultier                                   | Marie Gaultier                | Marie Gaultier                | Marie Gaultier                               | Marie Gaultier                               |                                              |                                              | Michelle Gaultier                            | Michelle Gaultier                            | Michelle Gaultier                          | Michelle Gaultier                          | Michelle Gaultier                          | Michelle Gaultier                          |                                            |                                            | Edme Delisle (peintre)              | Edme Delisle (peintre)              | Edme Delisle (peintre) | Edme Delisle (peintre) | Edme Delisle (peintre) | Edme Delisle (peintre) |               |               |                                   |                                   |                                   |                                   | Jacques II Gabriel (1605-1662) (maître maçon) | Jacques II Gabriel (1605-1662) (maître maçon) | Jacques II Gabriel (1605-1662) (maître maçon) | Jacques II Gabriel (1605-1662) (maître maçon) | Jacques II Gabriel (1605-1662) (maître maçon) | Jacques II Gabriel (1605-1662) (maître maçon) |                                           |                                           |                                                |                                                | Maurice I Gabriel (maître maçon)               | Maurice I Gabriel (maître maçon)               | Maurice I Gabriel (maître maçon)               | Maurice I Gabriel (maître maçon)               | Maurice I Gabriel (maître maçon) | Maurice I Gabriel (maître maçon) |                                               |                                               |                                               |                                               |                                               |                                               |  |  |  |  |
|                             |                             |                             |                             |                             |                             |  |  |                                                |                                                |                                                |                                                |                                                |                                                |                                    |                                    |                                    |                                    |                                                                       |                                                                       |                                                                       |                                                                       |                                                                       |                                                                       |                                            |                                            |                                            |                                            |                                                   |                                                   |                                                   |                                                   |                                                   |                                                   |                                                  |                                                  |                                                  |                                                  |                               |                               |                                              |                                              |                                              |                                              |                                              |                                              |                                            |                                            |                                            |                                            |                                            |                                            |                                     |                                     |                        |                        |                        |                        |               |               |                                   |                                   |                                   |                                   |                                               |                                               |                                               |                                               |                                               |                                               |                                           |                                           |                                                |                                                |                                                |                                                |                                                |                                                |                                  |                                  |                                               |                                               |                                               |                                               |                                               |                                               |  |  |  |  |
|                             |                             |                             |                             |                             |                             |  |  |                                                |                                                |                                                |                                                |                                                |                                                |                                    |                                    |                                    |                                    |                                                                       |                                                                       |                                                                       |                                                                       |                                                                       |                                                                       |                                            |                                            |                                            |                                            |                                                   |                                                   |                                                   |                                                   |                                                   |                                                   |                                                  |                                                  |                                                  |                                                  |                               |                               |                                              |                                              |                                              |                                              |                                              |                                              |                                            |                                            |                                            |                                            |                                            |                                            |                                     |                                     |                        |                        |                        |                        |               |               |                                   |                                   |                                   |                                   |                                               |                                               |                                               |                                               |                                               |                                               |                                           |                                           |                                                |                                                |                                                |                                                |                                                |                                                |                                  |                                  |                                               |                                               |                                               |                                               |                                               |                                               |  |  |  |  |
|                             |                             |                             |                             |                             |                             |  |  |                                                |                                                |                                                |                                                |                                                |                                                |                                    |                                    |                                    |                                    |                                                                       |                                                                       |                                                                       |                                                                       |                                                                       |                                                                       |                                            |                                            |                                            |                                            |                                                   |                                                   |                                                   |                                                   |                                                   |                                                   |                                                  |                                                  |                                                  |                                                  |                               |                               |                                              |                                              |                                              |                                              |                                              |                                              |                                            |                                            |                                            |                                            |                                            |                                            |                                     |                                     |                        |                        |                        |                        |               |               |                                   |                                   |                                   |                                   |                                               |                                               |                                               |                                               |                                               |                                               |                                           |                                           |                                                |                                                |                                                |                                                |                                                |                                                |                                  |                                  |                                               |                                               |                                               |                                               |                                               |                                               |  |  |  |  |
| Louis de Cotte (architecte) | Louis de Cotte (architecte) | Louis de Cotte (architecte) | Louis de Cotte (architecte) | Louis de Cotte (architecte) | Louis de Cotte (architecte) |  |  | Robert de Cotte (architecte)                   | Robert de Cotte (architecte)                   | Robert de Cotte (architecte)                   | Robert de Cotte (architecte)                   | Robert de Cotte (architecte)                   | Robert de Cotte (architecte)                   |                                    |                                    | Catherine Bodin                    | Catherine Bodin                    | Catherine Bodin                                                       | Catherine Bodin                                                       | Catherine Bodin                                                       | Catherine Bodin                                                       |                                                                       |                                                                       | Anne Bodin                                 | Anne Bodin                                 | Anne Bodin                                 | Anne Bodin                                 | Anne Bodin                                        | Anne Bodin                                        |                                                   |                                                   | Jules Hardouin-Mansart (architecte)               | Jules Hardouin-Mansart (architecte)               | Jules Hardouin-Mansart (architecte)              | Jules Hardouin-Mansart (architecte)              | Jules Hardouin-Mansart (architecte)              | Jules Hardouin-Mansart (architecte)              |                               |                               | Michel Hardouin (architecte)                 | Michel Hardouin (architecte)                 | Michel Hardouin (architecte)                 | Michel Hardouin (architecte)                 | Michel Hardouin (architecte)                 | Michel Hardouin (architecte)                 |                                            |                                            | Pierre Delisle-Mansart (architecte)        | Pierre Delisle-Mansart (architecte)        | Pierre Delisle-Mansart (architecte)        | Pierre Delisle-Mansart (architecte)        | Pierre Delisle-Mansart (architecte) | Pierre Delisle-Mansart (architecte) |                        |                        | Marie Delisle          | Marie Delisle          | Marie Delisle | Marie Delisle | Marie Delisle                     | Marie Delisle                     |                                   |                                   | Jacques IV Gabriel (1630-1686) (architecte)   | Jacques IV Gabriel (1630-1686) (architecte)   | Jacques IV Gabriel (1630-1686) (architecte)   | Jacques IV Gabriel (1630-1686) (architecte)   | Jacques IV Gabriel (1630-1686) (architecte)   | Jacques IV Gabriel (1630-1686) (architecte)   |                                           |                                           | Jacques III Gabriel (1637-1697) (maître maçon) | Jacques III Gabriel (1637-1697) (maître maçon) | Jacques III Gabriel (1637-1697) (maître maçon) | Jacques III Gabriel (1637-1697) (maître maçon) | Jacques III Gabriel (1637-1697) (maître maçon) | Jacques III Gabriel (1637-1697) (maître maçon) |                                  |                                  | Maurice II Gabriel (1632-1693) (maître maçon) | Maurice II Gabriel (1632-1693) (maître maçon) | Maurice II Gabriel (1632-1693) (maître maçon) | Maurice II Gabriel (1632-1693) (maître maçon) | Maurice II Gabriel (1632-1693) (maître maçon) | Maurice II Gabriel (1632-1693) (maître maçon) |  |  |  |  |
| Louis de Cotte (architecte) | Louis de Cotte (architecte) | Louis de Cotte (architecte) | Louis de Cotte (architecte) | Louis de Cotte (architecte) | Louis de Cotte (architecte) |  |  | Robert de Cotte (architecte)                   | Robert de Cotte (architecte)                   | Robert de Cotte (architecte)                   | Robert de Cotte (architecte)                   | Robert de Cotte (architecte)                   | Robert de Cotte (architecte)                   |                                    |                                    | Catherine Bodin                    | Catherine Bodin                    | Catherine Bodin                                                       | Catherine Bodin                                                       | Catherine Bodin                                                       | Catherine Bodin                                                       |                                                                       |                                                                       | Anne Bodin                                 | Anne Bodin                                 | Anne Bodin                                 | Anne Bodin                                 | Anne Bodin                                        | Anne Bodin                                        |                                                   |                                                   | Jules Hardouin-Mansart (architecte)               | Jules Hardouin-Mansart (architecte)               | Jules Hardouin-Mansart (architecte)              | Jules Hardouin-Mansart (architecte)              | Jules Hardouin-Mansart (architecte)              | Jules Hardouin-Mansart (architecte)              |                               |                               | Michel Hardouin (architecte)                 | Michel Hardouin (architecte)                 | Michel Hardouin (architecte)                 | Michel Hardouin (architecte)                 | Michel Hardouin (architecte)                 | Michel Hardouin (architecte)                 |                                            |                                            | Pierre Delisle-Mansart (architecte)        | Pierre Delisle-Mansart (architecte)        | Pierre Delisle-Mansart (architecte)        | Pierre Delisle-Mansart (architecte)        | Pierre Delisle-Mansart (architecte) | Pierre Delisle-Mansart (architecte) |                        |                        | Marie Delisle          | Marie Delisle          | Marie Delisle | Marie Delisle | Marie Delisle                     | Marie Delisle                     |                                   |                                   | Jacques IV Gabriel (1630-1686) (architecte)   | Jacques IV Gabriel (1630-1686) (architecte)   | Jacques IV Gabriel (1630-1686) (architecte)   | Jacques IV Gabriel (1630-1686) (architecte)   | Jacques IV Gabriel (1630-1686) (architecte)   | Jacques IV Gabriel (1630-1686) (architecte)   |                                           |                                           | Jacques III Gabriel (1637-1697) (maître maçon) | Jacques III Gabriel (1637-1697) (maître maçon) | Jacques III Gabriel (1637-1697) (maître maçon) | Jacques III Gabriel (1637-1697) (maître maçon) | Jacques III Gabriel (1637-1697) (maître maçon) | Jacques III Gabriel (1637-1697) (maître maçon) |                                  |                                  | Maurice II Gabriel (1632-1693) (maître maçon) | Maurice II Gabriel (1632-1693) (maître maçon) | Maurice II Gabriel (1632-1693) (maître maçon) | Maurice II Gabriel (1632-1693) (maître maçon) | Maurice II Gabriel (1632-1693) (maître maçon) | Maurice II Gabriel (1632-1693) (maître maçon) |  |  |  |  |
|                             |                             |                             |                             |                             |                             |  |  |                                                |                                                |                                                |                                                |                                                |                                                |                                    |                                    |                                    |                                    |                                                                       |                                                                       |                                                                       |                                                                       |                                                                       |                                                                       |                                            |                                            |                                            |                                            |                                                   |                                                   |                                                   |                                                   |                                                   |                                                   |                                                  |                                                  |                                                  |                                                  |                               |                               |                                              |                                              |                                              |                                              |                                              |                                              |                                            |                                            |                                            |                                            |                                            |                                            |                                     |                                     |                        |                        |                        |                        |               |               |                                   |                                   |                                   |                                   |                                               |                                               |                                               |                                               |                                               |                                               |                                           |                                           |                                                |                                                |                                                |                                                |                                                |                                                |                                  |                                  |                                               |                                               |                                               |                                               |                                               |                                               |  |  |  |  |
|                             |                             |                             |                             |                             |                             |  |  |                                                |                                                |                                                |                                                | Jules-Robert de Cotte (architecte)             | Jules-Robert de Cotte (architecte)             | Jules-Robert de Cotte (architecte) | Jules-Robert de Cotte (architecte) | Jules-Robert de Cotte (architecte) | Jules-Robert de Cotte (architecte) |                                                                       |                                                                       |                                                                       |                                                                       |                                                                       |                                                                       |                                            |                                            |                                            |                                            | Jacques Hardouin-Mansart (Président au Parlement) | Jacques Hardouin-Mansart (Président au Parlement) | Jacques Hardouin-Mansart (Président au Parlement) | Jacques Hardouin-Mansart (Président au Parlement) | Jacques Hardouin-Mansart (Président au Parlement) | Jacques Hardouin-Mansart (Président au Parlement) |                                                  |                                                  |                                                  |                                                  |                               |                               | Jules Michel Alexandre Hardouin (architecte) | Jules Michel Alexandre Hardouin (architecte) | Jules Michel Alexandre Hardouin (architecte) | Jules Michel Alexandre Hardouin (architecte) | Jules Michel Alexandre Hardouin (architecte) | Jules Michel Alexandre Hardouin (architecte) |                                            |                                            |                                            |                                            |                                            |                                            |                                     |                                     |                        |                        |                        |                        |               |               | Jacques V Gabriel (architecte)    | Jacques V Gabriel (architecte)    | Jacques V Gabriel (architecte)    | Jacques V Gabriel (architecte)    | Jacques V Gabriel (architecte)                | Jacques V Gabriel (architecte)                |                                               |                                               |                                               |                                               |                                           |                                           |                                                |                                                |                                                |                                                |                                                |                                                |                                  |                                  |                                               |                                               |                                               |                                               |                                               |                                               |  |  |  |  |
|                             |                             |                             |                             |                             |                             |  |  |                                                |                                                |                                                |                                                | Jules-Robert de Cotte (architecte)             | Jules-Robert de Cotte (architecte)             | Jules-Robert de Cotte (architecte) | Jules-Robert de Cotte (architecte) | Jules-Robert de Cotte (architecte) | Jules-Robert de Cotte (architecte) |                                                                       |                                                                       |                                                                       |                                                                       |                                                                       |                                                                       |                                            |                                            |                                            |                                            | Jacques Hardouin-Mansart (Président au Parlement) | Jacques Hardouin-Mansart (Président au Parlement) | Jacques Hardouin-Mansart (Président au Parlement) | Jacques Hardouin-Mansart (Président au Parlement) | Jacques Hardouin-Mansart (Président au Parlement) | Jacques Hardouin-Mansart (Président au Parlement) |                                                  |                                                  |                                                  |                                                  |                               |                               | Jules Michel Alexandre Hardouin (architecte) | Jules Michel Alexandre Hardouin (architecte) | Jules Michel Alexandre Hardouin (architecte) | Jules Michel Alexandre Hardouin (architecte) | Jules Michel Alexandre Hardouin (architecte) | Jules Michel Alexandre Hardouin (architecte) |                                            |                                            |                                            |                                            |                                            |                                            |                                     |                                     |                        |                        |                        |                        |               |               | Jacques V Gabriel (architecte)    | Jacques V Gabriel (architecte)    | Jacques V Gabriel (architecte)    | Jacques V Gabriel (architecte)    | Jacques V Gabriel (architecte)                | Jacques V Gabriel (architecte)                |                                               |                                               |                                               |                                               |                                           |                                           |                                                |                                                |                                                |                                                |                                                |                                                |                                  |                                  |                                               |                                               |                                               |                                               |                                               |                                               |  |  |  |  |
|                             |                             |                             |                             |                             |                             |  |  |                                                |                                                |                                                |                                                |                                                |                                                |                                    |                                    |                                    |                                    |                                                                       |                                                                       |                                                                       |                                                                       |                                                                       |                                                                       |                                            |                                            |                                            |                                            |                                                   |                                                   |                                                   |                                                   |                                                   |                                                   |                                                  |                                                  |                                                  |                                                  |                               |                               |                                              |                                              |                                              |                                              |                                              |                                              |                                            |                                            |                                            |                                            |                                            |                                            |                                     |                                     |                        |                        |                        |                        |               |               |                                   |                                   |                                   |                                   |                                               |                                               |                                               |                                               |                                               |                                               |                                           |                                           |                                                |                                                |                                                |                                                |                                                |                                                |                                  |                                  |                                               |                                               |                                               |                                               |                                               |                                               |  |  |  |  |
|                             |                             |                             |                             |                             |                             |  |  |                                                |                                                |                                                |                                                |                                                |                                                |                                    |                                    |                                    |                                    |                                                                       |                                                                       |                                                                       |                                                                       |                                                                       |                                                                       | Jean Hardouin-Mansart de Jouy (architecte) | Jean Hardouin-Mansart de Jouy (architecte) | Jean Hardouin-Mansart de Jouy (architecte) | Jean Hardouin-Mansart de Jouy (architecte) | Jean Hardouin-Mansart de Jouy (architecte)        | Jean Hardouin-Mansart de Jouy (architecte)        |                                                   |                                                   | Jacques Hardouin-Mansart de Sagonne (architecte)  | Jacques Hardouin-Mansart de Sagonne (architecte)  | Jacques Hardouin-Mansart de Sagonne (architecte) | Jacques Hardouin-Mansart de Sagonne (architecte) | Jacques Hardouin-Mansart de Sagonne (architecte) | Jacques Hardouin-Mansart de Sagonne (architecte) |                               |                               |                                              |                                              |                                              |                                              |                                              |                                              |                                            |                                            |                                            |                                            |                                            |                                            |                                     |                                     |                        |                        |                        |                        |               |               | Ange-Jacques Gabriel (architecte) | Ange-Jacques Gabriel (architecte) | Ange-Jacques Gabriel (architecte) | Ange-Jacques Gabriel (architecte) | Ange-Jacques Gabriel (architecte)             | Ange-Jacques Gabriel (architecte)             |                                               |                                               |                                               |                                               |                                           |                                           |                                                |                                                |                                                |                                                |                                                |                                                |                                  |                                  |                                               |                                               |                                               |                                               |                                               |                                               |  |  |  |  |
|                             |                             |                             |                             |                             |                             |  |  |                                                |                                                |                                                |                                                |                                                |                                                |                                    |                                    |                                    |                                    |                                                                       |                                                                       |                                                                       |                                                                       |                                                                       |                                                                       | Jean Hardouin-Mansart de Jouy (architecte) | Jean Hardouin-Mansart de Jouy (architecte) | Jean Hardouin-Mansart de Jouy (architecte) | Jean Hardouin-Mansart de Jouy (architecte) | Jean Hardouin-Mansart de Jouy (architecte)        | Jean Hardouin-Mansart de Jouy (architecte)        |                                                   |                                                   | Jacques Hardouin-Mansart de Sagonne (architecte)  | Jacques Hardouin-Mansart de Sagonne (architecte)  | Jacques Hardouin-Mansart de Sagonne (architecte) | Jacques Hardouin-Mansart de Sagonne (architecte) | Jacques Hardouin-Mansart de Sagonne (architecte) | Jacques Hardouin-Mansart de Sagonne (architecte) |                               |                               |                                              |                                              |                                              |                                              |                                              |                                              |                                            |                                            |                                            |                                            |                                            |                                            |                                     |                                     |                        |                        |                        |                        |               |               | Ange-Jacques Gabriel (architecte) | Ange-Jacques Gabriel (architecte) | Ange-Jacques Gabriel (architecte) | Ange-Jacques Gabriel (architecte) | Ange-Jacques Gabriel (architecte)             | Ange-Jacques Gabriel (architecte)             |                                               |                                               |                                               |                                               |                                           |                                           |                                                |                                                |                                                |                                                |                                                |                                                |                                  |                                  |                                               |                                               |                                               |                                               |                                               |                                               |  |  |  |  |
|                             |                             |                             |                             |                             |                             |  |  |                                                |                                                |                                                |                                                |                                                |                                                |                                    |                                    |                                    |                                    |                                                                       |                                                                       |                                                                       |                                                                       |                                                                       |                                                                       |                                            |                                            |                                            |                                            |                                                   |                                                   |                                                   |                                                   |                                                   |                                                   |                                                  |                                                  |                                                  |                                                  |                               |                               |                                              |                                              |                                              |                                              |                                              |                                              |                                            |                                            |                                            |                                            |                                            |                                            |                                     |                                     |                        |                        |                        |                        |               |               | Ange-Antoine Gabriel (architecte) |                                   |                                   |                                   |                                               |                                               |                                               |                                               |                                               |                                               |                                           |                                           |                                                |                                                |                                                |                                                |                                                |                                                |                                  |                                  |                                               |                                               |                                               |                                               |                                               |                                               |  |  |  |  |